# 黄金北
黄金北（こがねきた）は北海道恵庭市の地名。郵便番号は061-1407。人口は2,566人、世帯数は1,308世帯。

## 地理
黄金北の北側は国道36号（恵庭バイパス）、西側は漁川、南側はJR千歳線がある。黄金北に黄金中島通、川沿大通が通っている。

## 歴史

### 沿革
- 1961年（昭和36年）- 大字漁村から黄金町に町名変更[4]。
- 1989年（平成元年）- 黄金町の一部を黄金北に町名地番変更[5]。
- 2007年（平成19年）- 黄金北2丁目に町名地番変更[6]。

### 町名の変遷
町名の変遷は以下の通り。
| 実施内容     | 実施年月日    | 実施前   | 実施後                              |
| ------------ | ------------- | -------- | ----------------------------------- |
| 町名変更     | 1961年        | 大字漁村 | 黄金町                              |
| 町名地番変更 | 1989年1月20日 | 黄金町   | 黄金北1丁目 黄金北3丁目 黄金北4丁目 |
| 町名地番変更 | 2007年6月16日 | 黄金町   | 黄金北2丁目                         |

## 人口と世帯数
2023年9月30日現在の人口と世帯数は以下の通り。
| 町・丁      | 人口    | 世帯      |
| ----------- | ------- | --------- |
| 黄金北1丁目 | 617人   | 321世帯   |
| 黄金北2丁目 | 568人   | 283世帯   |
| 黄金北3丁目 | 731人   | 366世帯   |
| 黄金北4丁目 | 650人   | 338世帯   |
| 計          | 2,566人 | 1,308世帯 |

### 人口の変遷
国勢調査による人口数の推移。
| 1995年（平成7年）  | 1,717人 | [ 7 ]  |  |
| 2000年（平成12年） | 1,986人 | [ 8 ]  |  |
| 2005年（平成17年） | 2,116人 | [ 9 ]  |  |
| 2010年（平成22年） | 2,725人 | [ 10 ] |  |
| 2015年（平成27年） | 2,751人 | [ 11 ] |  |
| 2020年（令和2年）  | 2,673人 | [ 12 ] |  |

### 世帯数の変遷
国勢調査による世帯数の推移。
| 1995年（平成7年）  | 655世帯   | [ 7 ]  |  |
| 2000年（平成12年） | 806世帯   | [ 8 ]  |  |
| 2005年（平成17年） | 879世帯   | [ 9 ]  |  |
| 2010年（平成22年） | 1,175世帯 | [ 10 ] |  |
| 2015年（平成27年） | 1,188世帯 | [ 11 ] |  |
| 2020年（令和2年）  | 1,256世帯 | [ 12 ] |  |

## 小・中学校の通学区
小・中学校の通学区は以下の通り。
| 町・丁 | 街区 | 小学校             | 中学校             |
| ------ | ---- | ------------------ | ------------------ |
| 黄金北 | 全域 | 恵庭市立恵庭小学校 | 恵庭市立恵明中学校 |

## 交通

### バス
- えにわコミュニティバス（ecoバス）
  - 「恵明中学校」停留所がある[14]。

### 道路
- 一般国道
  - 国道36号（恵庭バイパス）[15]
- 都市計画道路
  - 3・4・103 川沿大通[15]
  - 3・4・112 戸磯黄金通[15]
  - 3・4・127 黄金中島通[15]

## 施設
文化
- 黄金町北会館（黄金北3丁目）
- いくみ会館（黄金北3丁目）

教育
- 恵庭自動車学校（黄金北2丁目）
- 恵庭市立恵明中学校（黄金北4丁目）
- 認定こども園 幼稚舎えるむ（黄金北4丁目）

公園
- ふじよし公園（黄金北1丁目）
- 河川敷公園（黄金北1丁目）
- あおぞら公園（黄金北2丁目）
- すずめ公園（黄金北2丁目）
- いくみ公園（黄金北3丁目）
- こまどり公園（黄金北3丁目）
- たんぽぽ公園（黄金北4丁目）
- いちょう公園（黄金北4丁目）

産業・商業
- セブン-イレブン 恵庭黄金北店（黄金北1丁目）
- 北海道安全衛生技術センター（黄金北3丁目）